# Внутрибольничная пневмония
Внутрибольничная пневмония (синонимы: госпитальная пневмония, нозокомиальная пневмония) — пневмония, которая развивается через 48-72 часа после поступления больного в стационар и которая не существовала и не находилась в фазе  инкубационного периода до момента поступления.
Нозокомиальная пневмония, связанная с ИВЛ, — пневмония, развившаяся не ранее чем через 48 часов от момента интубации и начала проведения ИВЛ, при отсутствии признаков лёгочной инфекции на момент интубации. Однако во многих случаях у хирургических больных манифестация нозокомиальной пневмонии возможна и в более ранние сроки.

## Эпидемиология
Частота больничной пневмонии достигает 20 % от числа всех  больничных инфекций и наблюдается чаще у больных после операций на грудной или брюшной полости, у больных, которые находятся на искусственной вентиляции лёгких и у больных с иммунодефицитом.
При любой лечебно-диагностической процедуре увеличивается риск развития внутрибольничных инфекций и увеличивается при росте инвазивности вмешательств. По некоторым данным, почти 15% пациентов инфицируются во время оказания медицинской помощи.
До 86% случаев внутрибольничной пневмонии среди хирургических пациентов приходится на пациентов на ИВЛ.

## Причины больничных пневмоний
| Возбудитель                               | Частота |
| ----------------------------------------- | ------- |
| Pseudomonas aeruginosa                    | 17 %    |
| Staphylococcus aureus                     | 13 %    |
| Klebsiella pneumoniae                     | 11,5 %  |
| Escherichia coli                          | 6,5 %   |
| другие Грам (-) кишечные аэробные бациллы | до 14 % |
| Haemophilus influenzae                    | ??      |
| Pneumocystis carini                       | ??      |
| Mycoplasma pneumoniae                     | ??      |
| Legionella pneumophila                    | ??      |

## Патогенез
Развитие внутрибольничной пневмонии происходит в результате дисбаланса между механизмами антиинфекционной защиты, факторами, связанными с основным заболеванием и лечением пациента, и факторами патогенности возбудителей, колонизирующих дыхательные пути в процессе оказания медицинской помощи

## Классификация
В зависимости от времени возникновения внутрибольничной пневмонии выделяют:
- раннюю, возникающую в течение первых 4 дней с момента госпитализации, для неё характерны возбудители, чувствительные к традиционно используемым антибактериальным препаратам;
- позднюю, развивающуюся не ранее пятого дня госпитализации, для неё характерен высокий риск инфицирования полирезистентными бактериями и менее благоприятный прогноз[1].

## Факторы, предрасполагающие к развитию больничной пневмонии
- хронические заболевания лёгких;
- лечение в отделении интенсивной терапии;
- терапия внебольничной пневмонии;
- интубация трахеи и наркоз;
- бронхоскопия;
- иммунодефицитные состояния;
- хирургические операции на грудной и брюшной полости;
- длительное пребывание в горизонтальном положении;
- курение;
- почечная недостаточность;
- нарушения сознания;
- неконтролируемая антибиотикотерапия препаратами широкого спектра действия;
- приём антибиотиков в предшествующие 90 дней.

## Диагностика
Стандартом для исследования лёгких является спиральная компьютерная томография. В последнее время в отделениях интенсивной терапии для выявления лёгочной патологии применяют ультразвуковое исследования. Одним из важных исследований является микробиологическая диагностика, в неё входит исследование мокроты, крови и плевральной жидкости при наличии плеврита. У пациентов на ИВЛ для получения биологического материала из дыхательных путей используют эндотрахеальную аспирацию.  
Centers for Disease Control and Prevention в 2008 году впервые опубликовали общепринятые в настоящее время диагностические критерии внутрибольничной пневмонии:
Рентгенологические критерии (любой из признаков на двух рентгенограммах грудной клетки)
- новые или прогрессирующие и стойкие инфильтраты;
- консолидация;
- кавитация (деструкция).

Системные критерии, как минимум, один:
- лихорадка более 38 °С;
- лейкопения менее 4000 лейкоцитов/мкл или лейкоцитоз более 12 000 лейкоцитов/мкл;
- для взрослых старше 70 лет изменённое психическое состояние, при отсутствии других причин, которые могли его вызвать.

Лёгочные критерии, как минимум, два:
- появление гнойной мокроты, или изменение характера мокроты, или увеличение количества секрета трахеобронхиального дерева, или увеличение потребности в аспирационной санации;
- появление или усугубление кашля, диспноэ или тахипноэ;
- хрипы или бронхиальное дыхание;
- ухудшение газообмена.

## Дифференциальная диагностика
Внутрибольничную пневмонию необходимо дифференцировать в первую очередь с тромбоэмболией лёгочной артерии, отёком лёгких и острым респираторным дистресс-синдромом. При высокой вероятности ТЭЛА необходимо немедленное выполнение КТ-ангиопульмонографии.  

## Лечение
В большинстве случаев лечение начинается с эмпирической терапии, после идентификации возбудителя лечение корректируется с учётом чувствительности конкретного возбудителя к антимикробным препаратам. Эмпирическая терапия должна быть начата в максимально ранние сроки после подтверждения диагноза внутрибольничной пневмонии. 